# Ivan Zapolja
Ivan Zapolja (mađ. Zápolya János, Szapolyai János) (Spišský Hrad, Slovačka, 2. lipnja 1487. – Sebeş, Rumunjska, 22. srpnja 1540.), ugarski velikaš, erdeljski vojvoda i knez iz plemenitaške obitelji Zapolja te protukralj Ferdinandu Habsburškom (1527. – 1540.)

## Životopis
Bio je sin ugarskog palatina Stjepana Zapolje i od 1511. godine erdeljski vojvoda. Bio je vođa skupine ugarskih plemića koja je tvrdila da strani vladar ne može biti kralj Ugarsko - Hrvatskog kraljevstva. To je pitanje došlo na stol 1526. godine, nakon pogibije kralja Ludovika II. (1516. – 1526.) u Mohačkoj bitci. Tajnikom mu je nakon te pogibije postao Ludovikov osobni kapelan Juraj Srijemac. Juraj (Đuro) Srijemac je u svojoj kronici iznio mišljenje da je Zapolja Hrvat iz Bosne (" Sklav t. j. Hrvat iz Bosne, iz sela Zapulja"). Mjesto Zapolje je smješteno u Slavoniji a ne u Bosni. Nalazi se udaljeno sedam kilometara istočno od Nove Gradiške. Prema iskopinama u blizini crkve Sv. Nikole (sada župne crkve Mučeništva Ivana Krstitelja), pronađeni su ostaci srednjovjekovnog dvora-utvrde i to u sadašnjoj apsidi stare crkve, na kojoj su vidljive puškarnice. Na južnom dijelu zida crkve pronađeni su ostaci zida dvora na kojemu su vidljivi gotički prozori, dok se uokolo nalazio veliki opkop s vodenom zaštitom, a što sve upućuje na dvor obitelji Zapolja. U velikom prostoru crkvenog cintora nalazili su se i manji kameni stećci ispisani bosančicom. Nažalost, ti su stećci završili u temeljima - temeljni kamen - novoga župskoga dvora 1965. godine. Tu se nalazilo i veliko groblje. Kod iskapanja temelja naišlo se na veliku masovnu grobnicu. 
Dana 11. studenog 1526. godine ugarsko plemstvo ga je u Stolnom Biogradu (Székesfehérvár) izabralo za kralja, nasuprot drugome pretendentu na krunu, nadvojvodi Ferdinandu. Nosio je krunu uz potporu ugarskih i slavonskih plemića, koji su ga uz podršku kneza Krste Frankapana Brinjskog i biskupa Šimuna Erdődyja, izabrali za kralja na slavonskom saboru u Dubravi kod Čazme. Zbog toga, a i zbog činjenice da je kralj poslije došao pod patronat osmanskog sultana Sulejmana I. Veličanstvenog (1520. – 1566.), izbio je građanski rat u Hrvatsko-Ugarskoj.
Velikovaradinskim mirom 1538. između Ferdinanda i Ivana Zapolje je Zapolji priznato kraljevanje u dijelu Ugarske gdje je vladao, a Ferdinandu Habsburgu priznato pravo na Slavoniju, Hrvatsku i Dalmaciju, a po Zapoljinoj smrti je Ferdinandu imala pripasti i Ugarska. Pred smrt se Ivanu Zapolji rodio sin te je Ivan Zapolja ignorirao odredbe tog mira te je svoja prava prenio na sina Ivana Sigismunda, a ne na Ferdinanda.
Podjele Ferdinandovaca i Zapoljaca tresla je državu 1540. godine. Na strani Zapoljine udovice Izabele i njena sina našao se Petar Petrović, a na strani Ferdinanda Hasburgovca bio je Juraj Utješenović. Stjepan se je Majlath u Sedmogradskoj digao protiv kralja Zapolje. To je privuklo svu pozornost turskih paša i samog sultana, što je Zrinskima dalo tako potrebni predah. Protiv Zapolje bili su vojvode Stjepan Majlath i Emerik Balaša, zatim Petar Perenj, Sigismund Balaša i kaločki nadbiskup Franjo Frankapan. Zbog toga što se nisu slagali s Utješenovićem (Utišenićem), prešli su k Ferdinandu. O tome je sve izvješćivao Antun Vrančić u svojim pismima.
Majlath je pak radio na tome za doći na kneževsko mjesto u Sedmogradskoj. Pritom si je za moguće saveznike smatrao i Austrijance (Ferdinanda Habsburgovca) i Turke (Sulejmana). Stoga je kralj Ivan bio prisiljen zaratiti protiv Stjepana Majlatha i druga mu Emerika Balašu. Zapolja je uspio osvojiti veći broj gradova koji su bili na strani Majlatha i Balaše. Njih su se dvojica zatvorili u utvrđeni grad Fogaraš, a Zapolja ga je dao podsjesti. Tijekom opsade Ivan Zapolja je obolio, pa je liječnik dao neka ga odvedu u Szászsebes, gdje su ga odveli 10. srpnja. Potom ga je opet udarila kap. Uspio je čuti da mu je supruga Izabela 7. srpnja u Budimu rodila sina Ivana Sigismunda Zapolju, no sutradan ga je opet udarila kap. Pred smrt je okupio svoje pristaše kojima je preporučio svoju suprugu i sina, kojega neka dadu proglasiti za kralja. Utišenića je proglasio za skrbnika svog sina, a ostale pristaše je zamolio neka ga pomognu "zborom i tvorom". Drugo što im je napovjedio jest da se okanu svake misli da bi se ikad podvrgli ikojemu kralju od Habsburgovaca. Zanimljivo je što se uzdao u Turke: pristašama je rekao neka si osiguraju sultanovu milost te da radi umilostivljenja sultana njemu pošalju poklisare s bogatim darovima. Izdržao je još devet dana i umro 22. srpnja 1540. godine.
Ivan Zapolja se za kratko vrijeme razbolio i umro 1540., izbila je borba za prevlast u državi i tako su nove borbe tresle Hrvatsku, Ugarsku i Sedmogradsku.
Naslijedio ga je njegov sin Ivan Žigmund Zapolja.

## Unutarnje poveznice
- [neaktivna poveznica]

## Vanjske poveznice
- Ivan Zapolja Hrvatska enciklopedija